# Mjölby Kvarn AB
Mjölby Kvarn AB, med säte i Mjölby, var en svensk tillverkare av mjöl. Företaget grundades 1874 av direktör Wilhelm Edlund. 

## Historik
Mjölby Kvarn AB grundades av direktör Wilhelm Edlund (1844–1924), då han 1874 köpte holmen i Mjölby. Han slog vid samma tid samman Håla kvarn och Gravgårds kvarn, samt införde valsstolar i verksamheten. Samma år byggde bolaget ett magasin vid Magasinsgatan. Under åren 1884–1885 uppfördes en byggnad bredvid Håla kvarn. År 1915 köpte Mjölby Kvarn AB Klosters vattenfall för 90 000 kronor. Bolaget flyttade sitt kontor 1928 intill stambanan i Mjölby och 1951 uppfördes spannmålssilor vid kontoret. Vid den här tiden hade Mjölby Kvarn AB en av de störta kvarnarna i Sverige. År 1962 revs det gamla magasinet och en ny uppfördes på dess ställe 1965.

## Disponenter
- 1874–1909: Wilhelm Edlund (1844–1924).[2]
- 1909–1919: August Törnqvist (1854–1921).[2]
- 1919–1939: Ernst Rasmusson (1880–1939).[2]
- 1939–1946: Olof Lindvall (1898–1946).[2]

## Kvarnmästare
- Carl Wilhelm Melberg (1862–1938).[2]
- Valfrid Johansson (1876–1948).[2]
- August Linder.[2]
- Bengt Calesson.[2]
- Gösta Wallin.[2]
- Nils Johansson.[2]